# Gustaf Åkerman
Johan Gustaf Åkerman, född den 4 mars 1888 i Wien, död den 30 augusti 1959, var en svensk nationalekonom.
Gustaf Åkerman var son till envoyén Henrik Åkerman och friherrinnan Louise Liljencrantz samt äldre bror till nationalekonomen Johan Åkerman. Han tog studentexamen 1906, blev juris kandidat vid Uppsala universitet 1913, attaché respektive tillförordnad andre sekreterare i Utrikesdepartementet 1915-1918, blev juris doktor vid Lunds universitet 1923, docent i nationalekonomi vid Lunds universitet 1924, och var professor i nationalekonomi och sociologi vid
Göteborgs högskola 1931-1953.
Hans insatser, särskilt Åkermanproblemet, spelade en viktig roll i utvecklingen av Knut Wicksells insatser rörande kapitalets roll.
Åkerman blev ledamot av Vetenskaps- och Vitterhetssamhället i Göteborg 1938.
Han var far till företagsledaren Johan Åkerman.